# بولات أبيلوف
بولات أبيلوف، هو رجل أعمال وسياسي كازاخي، ولد في 12 سبتمبر 1957 بقراغندي.

## سيرة
في الاتحاد السوفيتي، وكان عضوا نشطا في اتحاد الشباب اللينيني الشيوعي، وانضم إلى الحزب الشيوعي.
عمل أبيلوف كرجل أعمال قبل دخوله معترك السياسة من خلال حزب Ak Jol  مع غاليمجان جاكيانوف.